# Maria Suelen Altheman
Maria Suelen Altheman, född 12 juli 1988, är en brasiliansk judoutövare.
Altheman tävlade i tungviktsklassen i judo för Brasilien vid olympiska sommarspelen 2012 i London. Hon besegrade Anne-Sophie Mondière i den första omgången och Nihel Cheikh Rouhou i den andra omgången, men förlorade sedan i kvartsfinalen mot Mika Sugimoto. Eftersom Altheman nått kvartsfinalen fick hon fortsätta tävla i återkvalet, där hon först besegrade Gulzhan Issanova men sedan förlorade i bronsmatchen mot Tong Wen.
Vid olympiska sommarspelen 2016 i Rio de Janeiro tävlade Altheman i tungviktsklassen, där hon blev utslagen i den andra omgången mot Kim Min-jeong. Vid olympiska sommarspelen 2020 i Tokyo vann Altheman sin första match, men förlorade sedan mot franska Romane Dicko i kvartsfinalen. Hon råkade samtidigt ut för en skada och kunde inte fortsätta i återkvalet.